# Daniel Carasso
Daniel Carasso (16 de diciembre de 1905 -17 de mayo de 2009) fue miembro de la prominente familia sefardí Carasso; hijo de Isaac Carasso, fundó la compañía Dannon de la que surgiría el Grupo Danone como una corporación multinacional.

## Biografía
Daniel Carasso, hijo de Isaac Carasso, nació en Salónica, Imperio otomano (actualmente Grecia), donde su familia había vivido durante 400 años, desde la expulsión de los judíos de España. En 1916, tras la guerra de los Balcanes, la familia se trasladó a Barcelona. En 1919 el padre de Carasso empezó a comercializar un yogur que nombró con el diminutivo de Daniel, en judeoespañol Danon.
En 1923, Carasso ingresó en la escuela de negocios de Marsella, Francia, además de estudiar bacteriología en el Instituto Pasteur. Se hizo cargo de los negocios de la familia y, en 1939, abrió una sucursal en Francia.
En 1941 se vio obligado a huir de los nazis y consiguió escapar gracias a la labor Bernardo Rolland y de Miota, cónsul general en París, que obró contra las ordenanzas antisemitas de la administración militar alemana. Carasso se estableció en los Estados Unidos hasta 1951, cuando volvió a París. donde fallecería a los 103 años.

## Yogur Danone
En 1942, Carasso se asoció con Joe Metzger, un hombre de negocios español de origen suizo, amigo de la familia, y su hijo Juan. Adquirieron Oxy-Gala, una pequeña compañía griega de yogures, y fundaron Dannon Milk Products en El Bronx, Nueva York. En 1947, Dannon añadió mermelada a sus yogures, como una concesión al gusto americano y tuvo éxito, ya que empezó a formar parte de la empresa Coca Cola, entrando en un mercado creciente. Amplió el negocio a los quesos y otros alimentos y compró la empresa estadounidense Beatrice Foods, en 1981, cambiando el nombre a Groupe Danone.